# کائو پاجیل (کلمبیا)
کائو پاجیل (به اسپانیایی: Caño Paujil) یک آبشار در کلمبیا است که در Araracuara, Caquetá واقع شده‌است.